# Medaille van Verdienste van de Burgerwacht
De Deense Medaille van Verdienste van de Burgerwacht, (Deens: "Hjemmeværnets Fortjensttegn"), is een onderscheiding van de Burgerwacht, de "Hjemmeværnet" van Denemarken.
De medaille werd op 11 februari 1959 ingesteld en wordt vooral aan bevelvoerende officieren en politici uitgereikt.
De ronde zilveren medaille wordt op de linkerborst gedragen aan een tot een vijfhoek gevouwen rood zijden lint met zeven smalle witte strepen. Op de linkerborst kan een baton worden gedragen.
De dragers mogen de letters Hjv.Ft. achter hun naam voeren.
Medailles van Verdienste ·
Medaille voor Langdurige Dienst ·
Medaille "Ingenio et Arti" ·
Medaille voor Nobele Daden ·
Ereteken van het Deense Rode Kruis ·
Medaille van Verdienste voor de Groenlandse Onafhankelijkheid ·
Herinneringsmedaille aan de 70e Verjaardag van Hare Majesteit Koningin Margrethe
Herinneringsmedaille aan de 75e Verjaardag van Prins Henrik

Zie ook: Historische Orden van Denemarken · Onderscheidingen in Denemarken